# Новоаненски район
Новоаненски район е район в централната част на Молдова с административен център гр. Нови Анени.
Към 1 януари 2005 г. населението на Новоаненски район е 81 710 души, от които 68 761 етнически молдовци, 6526 украинци, 4135 руснаци, 857 румънци, 481 българи, 235 гагаузи, и 228 цигани.